# كأس ديفيز 1953
كأس ديفيز 1953 هو الموسم 42 من  كأس ديفيز. فاز فيه منتخب أستراليا لكأس ديفيز.